# کریستوفر جان
کریستوفر جان (انگلیسی: Christoph John؛ زادهٔ ۲۴ دسامبر ۱۹۵۸) بازیکن فوتبال اهل آلمان است.
از باشگاه‌هایی که در آن بازی کرده‌است می‌توان به باشگاه فوتبال هایدنهایم اشاره کرد.